# Staré letopisy české
Staré letopisy české jsou soubor různorodých zápisů pamětí z let 1378 až 1526, které takto jako celek vydal a pojmenoval František Palacký. Soubor nemá charakter jednotného literárního díla, ale vyznačuje se rozmanitostí způsobenou řadou rozličných zapisovatelů. Vedle kroniky Vavřince z Březové patří mezi nejvýznamnější historické prameny k době husitství.

## Vývoj letopisů
Prvním pisatel navázal na starší latinskou kroniku a doplňoval události husitské revoluce z let 1419–1431 z pozice umírněného pražského husity.
Pražská větev. Na něj navázal další autor, snad Matěj Louda z Chlumčan, který popsal dobu Václava IV. od 1378 a husitství až do roku 1440. Textu dal jednotnější literární podobu, která je hlavním textem letopisů a zachovala se v rukopisu E.
Hradecká větev. Druhá verze je z oblasti radikálnějšího hradeckého sirotčího husitství, jejímž autorem je Jan Krušinka (zemřel 1438). Tuto větev rozšířil další pisatel, stoupenec a válečník Jiřího z Poděbrad, o léta 1440–1470.
Na obě větve pak navazovali další autoři, do jednoho celku je spojil snad písař Nového Města pražského Matouš z Chrudimě a nejmladším pisatelem byl bakalář Václav z Kouřimě.

### Edice
- ČERNÁ, Alena M. – ČORNEJ, Petr – KLOSOVÁ, Markéta, ed. Staré letopisy české: (texty nejstarší vrstvy). Praha: Filosofia, 2003. xliii, 322 s. Prameny dějin českých = Fontes rerum Bohemicarum. Nová řada; 2. díl. ISBN 80-7007-184-2.
- PALACKÝ, František, ed. Stařj letopisowé česstj od roku 1378 do 1527, čili pokračowánj v kronikách Přibjka Pulkawy a Benesse z Hořowic, z rukopisů starých wydané. Praha 1829. Scriptorum rerum bohemicarum; tomus III. V edici díla F. Palackého od Jaroslava Charváta: Dílo Františka Palackého. Svazek druhý. Praha 1941 [1945].
- PORÁK, Jaroslav – KAŠPAR, Jaroslav. Ze starých letopisů českých. Praha: Svoboda, 1980. 576 s. Členská knižnice.
- ŠIMEK, František – KAŇÁK, Miloslav, ed. Staré letopisy české z rukopisu Křižovnického. Praha: SNKLHU, 1959. Živá díla minulosti; sv. 24.